# Simon Schoch
Simon Schoch (Winterthur, 7 oktober 1978) is een Zwitserse snowboarder. Hij vertegenwoordigde zijn vaderland op de Olympische Winterspelen van 2002, 2006, 2010 en 2014. Hij is de oudere broer van tweevoudig olympisch kampioen snowboarden Philipp Schoch.

## Carrière
Schoch maakte zijn wereldbekerdebuut in november 1997 in Tignes, drie jaar later scoorde hij in Ischgl zijn eerste wereldbekerpunten. In december 2001 behaalde de Zwitser in Ischgl zijn eerste toptienklassering, zijn eerste wereldbekerzege boekte hij in maart 2003 in Serre Chevalier.
Schoch nam zesmaal deel aan de wereldkampioenschappen snowboarden. Op de wereldkampioenschappen snowboarden 2003 in Kreischberg veroverde hij de zilveren medaille op de parallelreuzenslalom en de bronzen medaille op de parallelslalom. Tijdens de wereldkampioenschappen snowboarden 2007 in Arosa sleepte Schoch de wereldtitel in de wacht op de parallelslalom. Op de wereldkampioenschappen snowboarden 2011 in La Molina legde de Zwitser beslag op de zilveren medaille op de parallelslalom.
Schoch nam in zijn carrière viermaal deel aan de Olympische Winterspelen. In 2006 veroverde hij de zilveren medaille op de parallelreuzenslalom, in de finale verloor hij van zijn broer Philipp. Vier jaar later eindigde hij op de vijfde plaats op de parallelreuzenslalom.

## Resultaten

### Olympische Winterspelen
| Jaar | Plaats         | Resultaten                                |
| ---- | -------------- | ----------------------------------------- |
| 2002 | Salt Lake City | 25e Parallelreuzenslalom                  |
| 2006 | Turijn         | Parallelreuzenslalom                      |
| 2010 | Vancouver      | 5e Parallelreuzenslalom                   |
| 2014 | Sotsji         | 9e Parallelslalom 7e Parallelreuzenslalom |

### Wereldkampioenschappen
| Jaar | Plaats               | Resultaten                                |
| ---- | -------------------- | ----------------------------------------- |
| 2001 | Madonna di Campiglio | 38e Parallelslalom DNF Reuzenslalom       |
| 2003 | Kreischberg          | Parallelslalom · Parallelreuzenslalom     |
| 2005 | Whistler             | 4e Parallelslalom                         |
| 2007 | Arosa                | Parallelslalom · 30e Parallelreuzenslalom |
| 2009 | Gangwon              | 5e Parallelslalom 6e Parallelreuzenslalom |
| 2011 | La Molina            | Parallelslalom                            |
| 2013 | Stoneham             | 5e Parallelslalom 6e Parallelreuzenslalom |

### Wereldbeker
Eindklasseringen
| Seizoen   | Algm | PAR  | PSL    | PGS |
| --------- | ---- | ---- | ------ | --- |
| 2001/2002 | –    | 18e  | –      | –   |
| 2002/2003 | –    | 12e  | –      | –   |
| 2003/2004 | –    | 10e  | –      | –   |
| 2004/2005 | –    | 5e   | –      | –   |
| 2005/2006 | Goud | Goud | –      | –   |
| 2006/2007 | Goud | Goud | –      | –   |
| 2007/2008 | 41e  | 19e  | –      | –   |
| 2008/2009 | 7e   | 5e   | –      | –   |
| 2009/2010 | 15e  | 9e   | –      | –   |
| 2010/2011 | 7e   | 5e   | –      | –   |
| 2011/2012 | –    | 4e   | –      | –   |
| 2012/2013 | –    | 12e  | 7e     | 14e |
| 2013/2014 | –    | 6e   | Zilver | 19e |

Wereldbekerzeges
| Datum            | Plaats          | Onderdeel            |
| ---------------- | --------------- | -------------------- |
| 7 maart 2003     | Serre Chevalier | Parallelreuzenslalom |
| 18 december 2005 | Le Relais       | Parallelreuzenslalom |
| 22 januari 2006  | Nendaz          | Parallelslalom       |
| 3 maart 2006     | Sint-Petersburg | Parallelslalom       |
| 22 oktober 2006  | Sölden          | Parallelreuzenslalom |
| 21 december 2006 | Bad Gastein     | Parallelslalom       |
| 28 januari 2007  | Nendaz          | Parallelslalom       |
| 7 januari 2009   | Kirchberg       | Parallelslalom       |